# روبرت فيربيك
روبرت فيربيك (Robert Verbeek) (مواليد 26 يوليو 1961) هو مدرب كرة قدم.

## وصلات خارجية
- J.League Data Site (باليابانية)